# KHDC3L
KHDC3L (англ. KH domain containing 3 like, subcortical maternal complex member) – білок, який кодується однойменним геном, розташованим у людей на 6-й хромосомі. Довжина поліпептидного ланцюга білка становить 217 амінокислот, а молекулярна маса — 24 306.
| 10         |  | 20         |  | 30         |  | 40         |  | 50         |
| ---------- |  | ---------- |  | ---------- |  | ---------- |  | ---------- |
| MDAPRRFPTL |  | VQLMQPKAMP |  | VEVLGHLPKR |  | FSWFHSEFLK |  | NPKVVRLEVW |
| LVEKIFGRGG |  | ERIPHVQGMS |  | QILIHVNRLD |  | PNGEAEILVF |  | GRPSYQEDTI |
| KMIMNLADYH |  | RQLQAKGSGK |  | ALAQDVATQK |  | AETQRSSIEV |  | REAGTQRSVE |
| VREAGTQRSV |  | EVQEVGTQGS |  | PVEVQEAGTQ |  | QSLQAANKSG |  | TQRSPEAASK |
| AVTQRFREDA |  | RDPVTRL    |  |            |  |            |  |            |

A: Аланін

D: Аспарагінова кислота

E: Глутамінова кислота

F: Фенілаланін

G: Гліцин

H: Гістидин

I: Ізолейцин

K: Лізин

L: Лейцин

M: Метіонін

N: Аспарагін

P: Пролін

Q: Глутамін

R: Аргінін

S: Серин

T: Треонін

V: Валін

W: Триптофан